# Michail Grigorjewitsch Jefremow

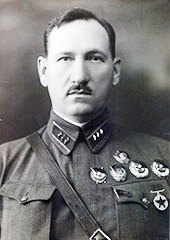
Michail Grigorjewitsch Jefremow

Michail Grigorjewitsch Jefremow (russisch: Михаил Григорьевич Ефремов) (* 27. Februarjul. / 11. März 1897greg. in Tarusa, Region Kaluga; † 19. April 1942 im Raum Wjasma) war ein sowjetischer Generalleutnant im Zweiten Weltkrieg.

## Leben
Sein Vater Grigori Jemelianowitsch Jefremow stammte aus einer armen Landarbeiterfamilie in der Provinz Orel und kam 1895 auf der Suche nach Arbeit nach Tarusa, wo er eine einheimische Frau, Alexandra Lukinichna Ganschin, heiratete. Nach der Geburt von Michail zog die Familie in das nahegelegene Dorf Jurjatino an der Protwa, wo die Mutter als Köchin Arbeit fand. Michail Grigorjewitsch arbeitete bald als Lehrling in der Rjabow-Fabrik in Moskau, dann besuchte er eine Schule für Graveure und nahm an mehreren Arbeitskursen teil. 

### Frühe Militärkarriere
Während des Ersten Weltkrieges trat er im September 1915 beim 55. Reserve-Regiment in die kaiserliche Armee ein. Bald wurde er zur Grundausbildung nach Telawi geschickt, die er im Frühjahr 1916 absolvierte. Mit einer Artillerieeinheit nahm er in Galizien an der Brussilow-Offensive teil.
Während des Russischen Bürgerkrieges kämpfte er bei der Süd- und Kaukasus Front und stieg von Kompaniechef zu Korpsführer auf und bekämpfte die weißen Garden unter Krasnow und Mamontow. Seit Februar 1918 fungierte er zunächst als Ausbilder beim 1. Samoskworecher Rotgardisten-Regiment, im Sommer wurde er Führer einer Kompanie der 1. Moskauer Schützenbrigade und im Oktober nahm er an einem bewaffneten Aufstand in Moskau teil. Er trat 1919 der KPdSU bei und ließ sich auf Empfehlung des Vorsitzenden des Provisorischen Revolutionskomitees in die Region Astrachan versetzten, wo er an der Verteidigung von Astrachan teilnahm, verwundet und in einem Woronescher Krankenhaus kuriert wurde. 1920 kommandierte er im Raum Baku einen Panzerzug bei der 11. Armee (Generalleutnant M. K. Lewandowski) Dabei wurden offene Plattformen der Stahlwaggons in bewegliche Artilleriebatterien verwandelt, Geschütze wurden auf speziellen Drehtellern installiert, die es ermöglichten, Rundum-Artilleriefeuer zu geben. An der Kaukasischen Front nahm er 1920 zusammen mit den Streitkräften der Wolga-Kaspischen Flottille an der Offensive in Baku teil und wurde für seine Erfolge mit dem Rotbannerorden der Aserbaidschanischen SSR ausgezeichnet.
Ab Februar 1921 war er Kommandeur der 33. Schützendivision, dazu ab Juli 1921 Leiter des Zweiten Moskauer Kommandokurses für Infanterie und ab Februar 1924 stellvertretender Kommandeur und Leiter der politischen Abteilung der 14. Schützendivision. Im April 1924 befehligte er die 19. Tambower-Schützendivision und ab Juli 1928 die 18. Jaroslawler-Schützendivision. Ab März 1931 war er Kommissar des 3. Schützenkorps und ab Dezember 1933 Kommandeur des 12. Schützenkorps. Im Auftrag des Kommissar für Volksverteidigung wurde ihn der Rang eines "Divisionskommandanten" verliehen. Seit Juni 1937 befehligte er abwechselnd die Truppen der Militärbezirke Wolga, Transbaikal, Orel, Nordkaukasus und Transkaukasus. 1938 ersetzte er den beim Großen Terror abgesetzten P. J. Dybenko im Wolga-Militärbezirk und stellte fest, dass auch er bedroht war, eine drohende Anklage wurde aber fallen gelassen.

### Im Großen Vaterländischen Krieg
Zu Beginn des Zweiten Weltkriegs kämpfte der am 4. Juni 1940 zum Generalleutnant beförderte Jefremow als Befehlshaber der 21. Armee an der Westfront, die sich vor der deutschen Panzergruppe 2 in Richtung Mogilew zurückziehen musste. Am 7. August 1941 wurde er zum Befehlshaber der Truppen der Zentralfront und im Oktober 1941 zum Befehlshaber der 33. Armee ernannt. Ende November 1941 besetzte seine Armee die Verteidigung in direktem Kontakt mit dem Feind entlang des Flusses Nara, wobei es an Kräften und Mitteln mangelte. Am 1. Dezember starteten die Deutschen nordwestlich von Naro-Fominsk durchbrachen  die Verteidigung der 222. Infanteriedivision der 33. Armee. Während des Gegenangriffs, der am 5. Dezember 1941 begann, befreite die 33. Armee Naro-Fominsk am 26. Dezember, Borowsk am 4. Januar 1942 und Wereja am 19. Januar. Am 17. Januar 1942 erhielt Jefremow vom Befehlshaber der Westfront, General Schukow, den Befehl, auf Wjasma vorzustoßen. Diese Offensive eines Teils der Streitkräfte der Westfront (die in früheren Schlachten schwere Verluste erlitten hatten) begann am 26. Januar und war Bestandteil der Schlacht von Rschew. Sowjetischen Plänen zufolge sollten die Streitkräfte der 33. Armee und des Kavalleriekorps Below den Angriff auf Wjasma führen und sich mit den Truppen der aus dem Norden angreifenden Kalinin-Front treffen, in dessen vorderster Front das 11. Kavalleriekorps operierte und dazu beitragen, die Masse der deutschen  Heeresgruppe Mitte abzuschneiden. Bei dieser Operation wurde die 33. Armee aber bald selbst durch deutsche Gegenangriffe westlich der Ugra eingeschlossen.

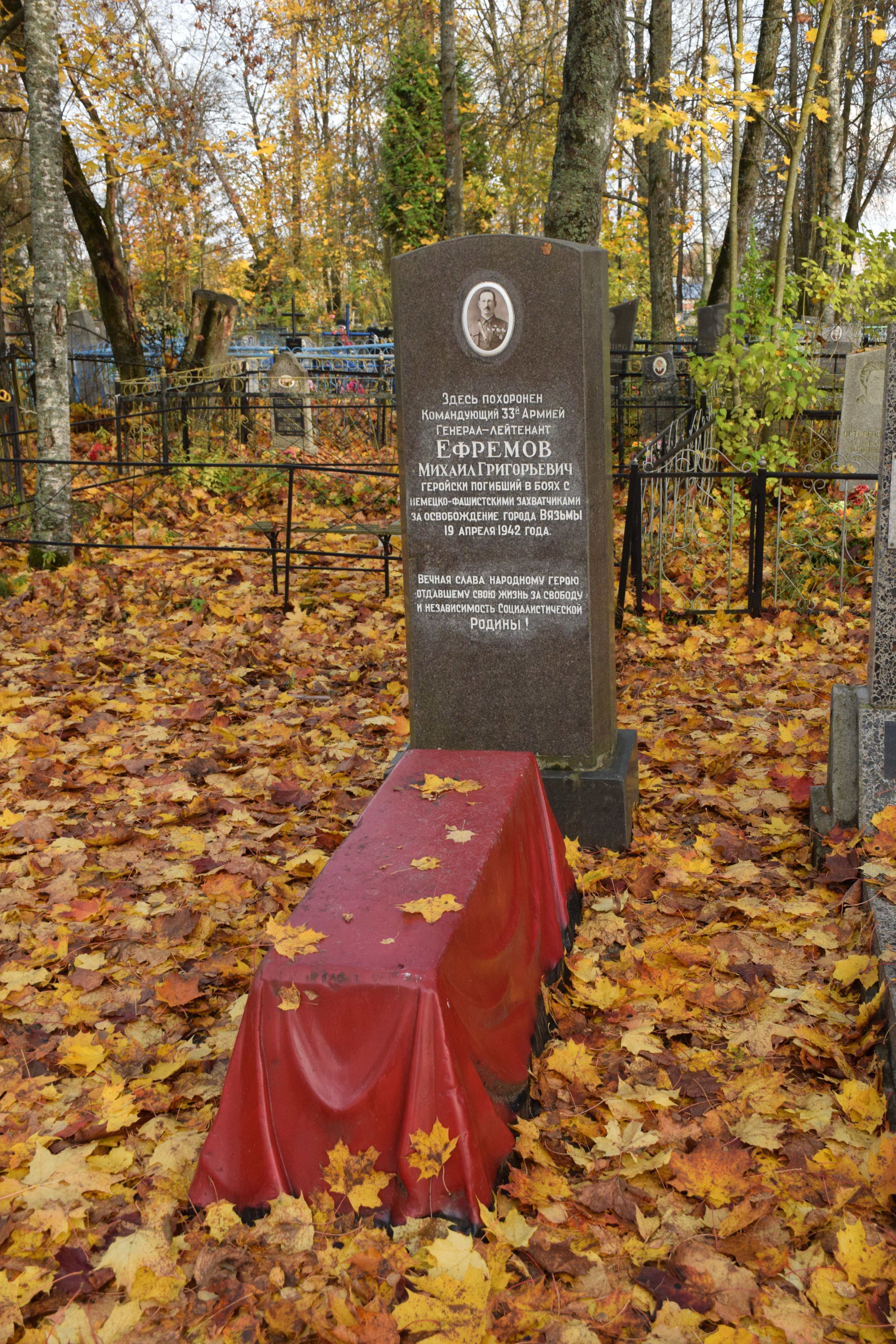
Grab von Michail Grigorjewitsch Jefremow auf dem Friedhof von Katharina der Großen in Wjasma.

 Am 9. April 1942 sandte das sowjetische Hauptquartier ein Flugzeug in den Kessel, um General Jefremow aus dem Kessel auszufliegen, aber der General weigerte sich, seine Soldaten zu verlassen. Am 13. April erteilte das Fronthauptquartier der 33. Armee die zu späte Erlaubnis über die Ugra nach Osten auszubrechen. Nur kleinen Gruppen gelang es, sich auf die andere Seite der Ugra durch zuschlagen. General Jefremow wurde am 19. April schwer verwundet und erschoss sich selbst, weil er nicht gefangen genommen werden wollte. Die Deutschen begruben seine aufgefundene Leiche am Altar der Dreifaltigkeitskirche im Dorf Slobodka. Nach der Befreiung der Region Smolensk im Jahr 1943 wurden die Überreste von General Jefremow exhumiert und feierlich in Wjasma auf dem Katharinenfriedhof beigesetzt. Mit dem Dekret des Präsidenten der Russischen Föderation vom 31. Dezember 1996 „für Mut und Heldentum im Kampf gegen die Nazi-Invasoren im Großen Vaterländischen Krieg von 1941–1945“ wurde Generalleutnant M. G. Jefremow posthum der Titel Held der Russischen Föderation verliehen.

## Auszeichnungen
Beförderungen
- 20. November 1935: KomDiw
- 8. Juni 1937: KomKor
- 5. Dezember 1939: KomandArm II
- 4. Juni 1940: Generalleutnant

- Held der Russischen Föderation (31. Dezember 1996)
- Leninorden (22. Februar 1938)
- 2 × Rotbannerorden (10. September 1920, 2. Januar 1942)
- Orden des Roten Banners der Arbeit (14. November 1927)
- Jubiläumsmedaille „XX Jahre Rote Arbeiter-und-Bauern-Armee“ (1938)